# モンドヴィ
モンドヴィ（イタリア語: Mondovì）は、イタリア共和国ピエモンテ州クーネオ県にある、人口約2万2000人の基礎自治体（コムーネ）。

## 地理

### 位置・広がり

#### 隣接コムーネ
隣接するコムーネは以下の通り。
- バスティーア・モンドヴィ
- ブリアーリア
- カッル
- チリエ
- マリアーノ・アルピ
- マルガリータ
- モナステーロ・ディ・ヴァスコ
- モロッツォ
- ニエッラ・ターナロ
- ピアンフェーイ
- ロッカ・デ・バルディ
- ヴィコフォルテ
- ヴィッラノーヴァ・モンドヴィ

#### 地震分類
イタリアの地震リスク階級 (it) では、3 に分類される
。

## 行政

### 分離集落
モンドヴィには、以下の分離集落（フラツィオーネ）がある。
- Breolungi, Gratteria, Merlo, Pascomonti, Pogliola, Rifreddo, San Biagio, San Giovanni dei Govoni, San Quintino, Sant'Anna Avagnina

## 人物

### 著名な出身者
- ジョヴァンニ・ジョリッティ - 19-20世紀の政治家、イタリア王国首相。